# Jean Piaget
Jean Piaget, švicarski psiholog, filozof in naravoslovec, * 9. avgust 1896, Neuchâtel, Švica, † 16. september 1980, Ženeva, Švica.
Ukvarjal se je s človeškim psihološkim razvojem. Ugotovil je da otroci drugače razmišljajo kot odrasli. Delo Piageta je vplivalo na več generacij uglednih akademikov, še posebej pomembnen vpliv je imelo na delo Vigotskega in Kohlberga. Po mnenju Ernsta von Glasersfelda je Jean Piaget »veliki pionir konstruktivistične teorije znanja«, saj so otroci po Piagetu aktivni v konstruiranju svojega mentalnega sveta.
Intelektualni razvoj označujeta mentalna prilagoditev in mentalna organizacija. Z mentalno prilagoditvijo otrok ohranja ravnotežje med svojim notranjim mentalnim in zunanjim realnim svetom. Z organizacijo pa ohranja ravnotažje med mentalnimi strukturami. Ta dva procesa pa potekata celo življenje.
Za razliko od Brunerja in Vigotskega je za Piageta značilno, da je govor zgolj način aktivnosti, pojmovan kot splošna simbolna funkcija. Izvor misli vidi v praktičnih dejavnostih - akcijah. Striktno tudi ločuje med procesi učenja in razvoja intelekta. Po Piagetu se lahko miselne operacije razvijejo samo skozi lastno aktivnost posameznika.

## Stadiji razvoja mišljenja
Razvoj mišljenja poteka v štirih kakovostno različnih stopnjah. Vsaka stopnja predstavlja otrokovo razumevanje stvarnosti v tistem obdobju. Tisto, kar se spreminja od stopnje do stopnje so kognitivne sheme, ki omogočajo otroku progresivno razumevanje sveta na vedno višji stopnji, pri čemer je vsak stadij kompleksnejši od prejšnjega. Stopnje so naslednje:
- Senzomotorična (zaznavno-gibalna) stopnja (od rojstva do 2 let)

-Prva faza kognitivnega razvoja. Usklajevanje zaznavanja in gibov, razvije se konstantnost objekta(konec prvega leta), primarne, sekundarne
 
in terciarne krožne reakcije. 
- Predoperativna stopnja (od 2 let do 7 let)

-egocentrizem (ki pa je manjši, kot v prejšnji fazi), animizem, finalizem, centracija mišljenja, močna domišljija,logično operativno

mišljenje še ni razvito, razvoj komunikacije (jezika). Nauči se posploševati pravila, preko uporabe v praksi.
- Stopnja konkretno logičnega mišljenja (od 7 let do 11 let)

-razvoj logičnih operacij s kokretnim gradivom (otrokovo mišlenje se zelo približa mišlenju odraslih); konzervacija (miselno ohranjanje),

multipla klasifikacija, seriacija (sortiranje po velikosti), reverzibilnost mišljenja. Težave pri abstraktnem mišljenju.
- Stopnja formalno logičnega mišljenja (od 12 leta naprej)

-mišljenje postane abstraktno, podobno odraslim,  hipotetično deduktivno mišljenje

## Oblike senzomotorične (zaznavno-gibalne) inteligentnosti
- 1. Faza refleksov (refleksno sesanje)
- 2. Navade ( sesanje prsta)
- 3. Primarne krožne reakcije (prijemanje za roke, noge, glavo)
- 4. Sekundarne krožne reakcije (gledanje in prijemanje predmeta)
- 5. Terciarne krožne reakcije (potegne prt, ker je na njem igrača)
- 6. Aha doživetje (vpogled v problem -mentalna rešitev problema)

### Značilnosti stadijev
- Okolje je pomemben dejavnik, pri trajanju določenega stadija.

- Vsak stadij ima specifične vzorce.

- V vsakem stadiju se ohranijo vzorci prejšnjega stadija.

- Na koncu enega stadija se oblikujejo strukture za prehod na višji stadij.

- Stopnje si sledijo enako pri vseh otrocih (so samo individualne razlike v času, kdaj se nek stadij pojavi).